# 戈特利布·席克
克里斯蒂安·戈特利布·席克（德語：Christian Gottlieb Schick，1776年8月15日—1812年5月7日）是一位德国新古典主義画家。他的歷史畫、肖像画以及风景画具有浪漫主义特征，其中以肖像画最为出名。
他出生于斯图加特。1795年至1797年间，他师从雅克-路易·大卫的追随者菲利普·弗里德里希·冯·亨奇。1797年至1798年间，他又师从约翰·海因里希·冯·丹内可。随后搬到巴黎，他于1799年至1802年间在大卫的画室学习。1802年至1811年间，他生活在罗马，成为罗马艺术圈的一个重要人物。在席克的晚年，他的拉斐尔古典主义风格中逐渐融入了浪漫主义特征。
席克的代表作是为他的老师、著名雕塑家丹内可的妻子海因瑞克·丹内克所绘肖像画，收藏于柏林舊國家美術館。

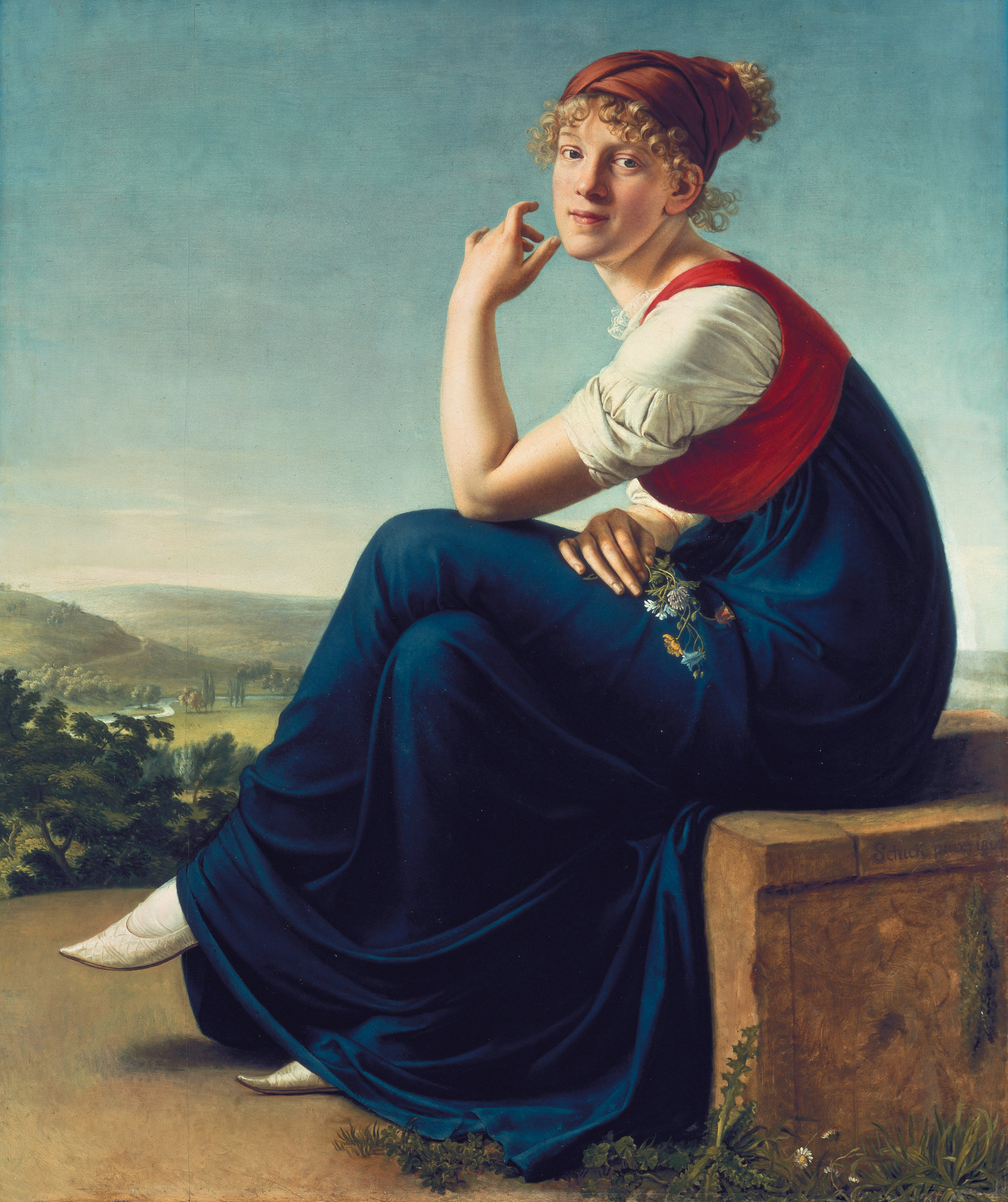
《海因瑞克·丹内克》(1802年)，油画，119x100厘米。柏林舊國家美術館
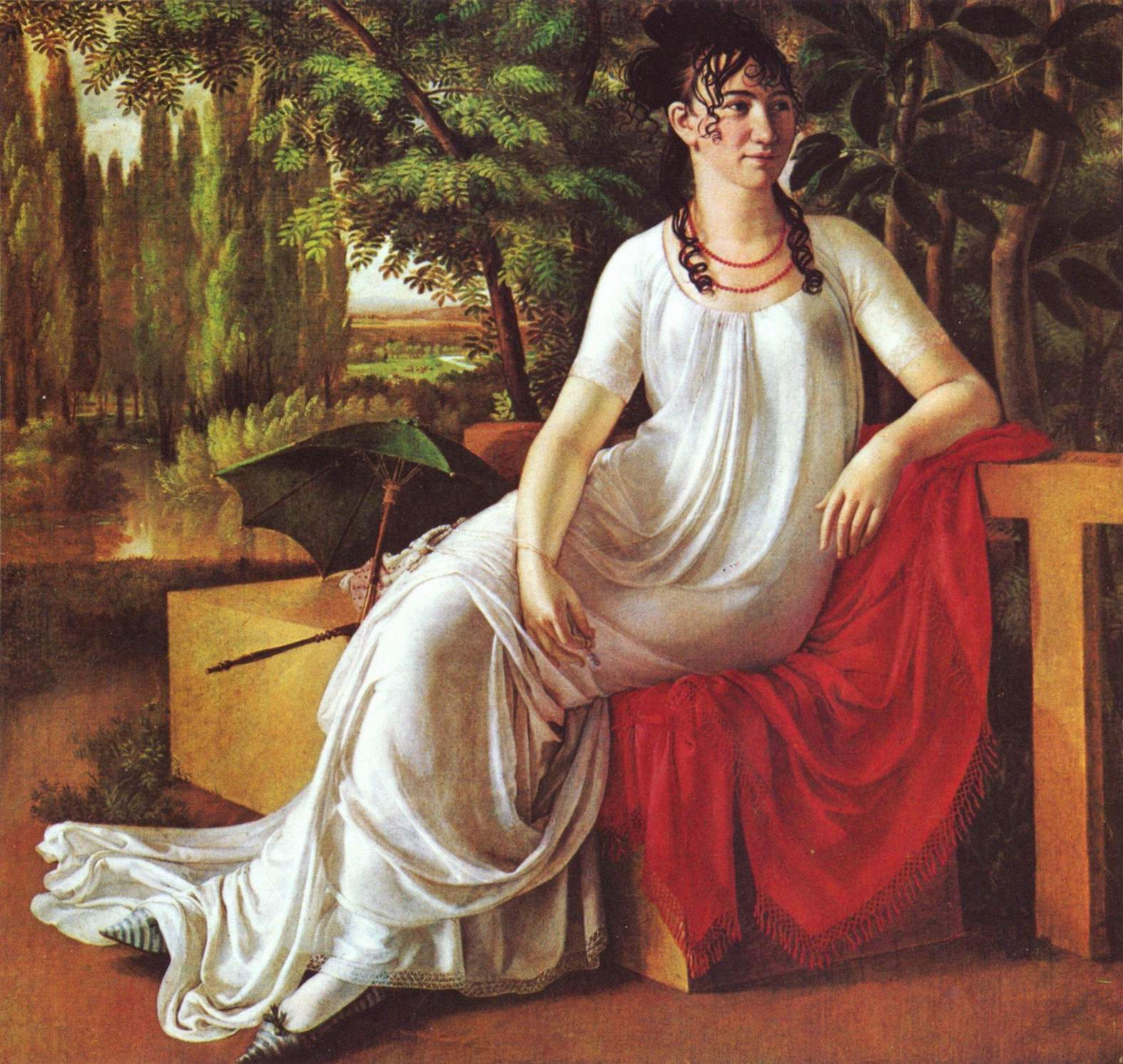
Von Frau Cotta, 1802
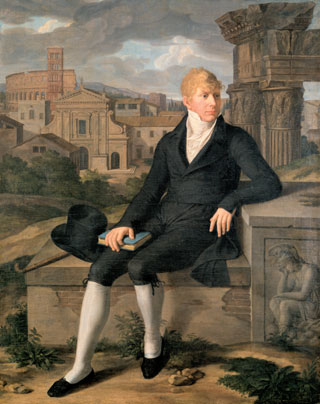
Frederik IV van Saksen-Gotha-Altenburg, 1806